# Dato Steenhuis
Dato Willem Steenhuis (12 december 1943) is een voormalig lid, van 1992 tot 2006, van het College van procureurs-generaal van Nederland. Hij was tevens voorzitter van het Centraal Justitieel Incassobureau.

## Levensloop
Steenhuis deed eindexamen gymnasium A in 1963. Na zijn militaire dienst (1963-1965) studeerde hij rechten aan de Rijksuniversiteit Groningen (RUG). In 1969 haalde hij zijn doctoraal examen Nederlands recht.
Na zijn studie werkte hij aan het Criminologisch Instituut van de RUG (1969-1975) en gaf hij les aan verschillende scholen in de vakken rechten, economie en sociologie (1969-1974). In 1972 promoveerde hij tot doctor in de Rechtsgeleerdheid op een proefschrift getiteld Effecten van straffen bij rijden onder invloed. In 1975 vertrok hij naar het Ministerie van Justitie waar hij directeur werd van het Wetenschappelijk Onderzoek- en Documentatiecentrum (WODC).
Vanaf 1982 is hij verbonden geweest aan het Openbaar Ministerie (OM). In dat jaar werd hij plaatsvervangend Officier van Justitie in Den Haag. Op 21 juni 1983 werd hij benoemd tot advocaat-generaal bij het Gerechtshof Leeuwarden, waar hij per 1 augustus 1992 procureur-generaal Harry Addens opvolgde.
Vanuit het college van procureurs-generaal was hij ook verantwoordelijk voor de arrondissementsparketten van Groningen, Leeuwarden, Assen, Amsterdam, Haarlem en Alkmaar.
Op 1 juni 2006 ging Steenhuis met pensioen.

## Belangenverstrengeling
In 1998 kwam procureur-generaal Steenhuis in opspraak in verband met vermeende belangenverstrengeling.
Als procureur-generaal was Steenhuis verantwoordelijk voor het ressort Leeuwarden waar ook Groningen onder valt.
In de eerste weken van 1998 is Groningen in de ban van een ongekende bestuurscrisis naar aanleiding van de Oosterparkrellen. Tegelijkertijd loopt er een onderzoek door  bureau Bakkenist naar het optreden van politie en justitie in Groningen in de zaak René Lancee. Hoewel beide zaken weinig met elkaar hebben te maken zorgt de combinatie ervoor dat Groningen ook in de landelijke media zeer veel aandacht krijgt.
Kort na het uitkomen van het rapport van Bakkenist blijkt Dato Steenhuis een betaalde adviesfunctie te vervullen bij dat bureau. Hiermee is de schijn van belangenverstrengeling gewekt, temeer daar in het rapport Justitie er relatief goed vanaf komt. Volgens Steenhuis zelf is het slechts een "lullig bijbaantje".
Hij kreeg een berisping en werd op 18 februari 1998 overgeplaatst van het ressort Leeuwarden naar het ressort Arnhem. Vanwege de vertrouwenscrisis die was ontstaan, werd de voorzitter van het College van procureurs-generaal, Arthur Docters van Leeuwen ontslagen (Zie Affaire van Sorgdrager en de procureurs-generaal).
In datzelfde jaar werd de standplaats van de procureurs-generaal verplaatst naar Den Haag.

## Fout verkeersgedrag
Steenhuis kwam in 2006 opnieuw in opspraak nadat de chauffeur van zijn dienstauto tegenover de Rijksrecherche had verklaard dat hij van Steenhuis wekelijks opdracht kreeg met 140 kilometer per uur over de vluchtstrook te rijden met de zwaailichten en soms zelfs de sirene ingeschakeld, als Steenhuis van zijn woonplaats in Drenthe naar Den Haag wilde reizen.
Deze zaak kwam aan het licht nadat (in 2005) tientallen automobilisten melding hadden gemaakt van gevaarlijk rijgedrag (wild slingeren, gebruik van zwaailicht, jakkeren over de vluchtstrook) door een geblindeerde Mercedes, bestuurd door een geüniformeerd persoon. Het kenteken van deze auto bleek op naam van het OM te staan en in juli geeft datzelfde OM toe dat de chauffeur bij hen in dienst is. De suggestie wordt gewekt dat Steenhuis tijdens de escapades op de achterbank zit.
Eind oktober 2005 maakt het OM bekend dat de chauffeur een boete krijgt van 180 euro met een proeftijd van twee jaar. Ook wordt gemeld dat tijdens een van de gewraakte ritten mevrouw Steenhuis werd vervoerd.
Een van de "slachtoffers" van het rijgedrag meent dat het OM probeert de affaire onder het vloerkleed te vegen en stapt naar de rechter.
In mei 2006 meldt De Volkskrant dat ze de hand hebben weten te leggen op het verhoor van de chauffeur door rijksrecherche. De man zegt dat Steenhuis hem herhaaldelijk heeft aangezet tot ongeoorloofd rijgedrag.
Een meerderheid in de Tweede Kamer vond dat Steenhuis moest opstappen om het vertrouwen in het OM niet nog meer te beschamen.
Vrijdag 14 juli 2006 besliste het gerechtshof in Arnhem dat Steenhuis niet zou worden vervolgd voor het aanzetten tot roekeloos rijgedrag.
De aanklacht was ingediend bij het hof in Leeuwarden maar de zaak werd overgenomen door Arnhem omdat Steenhuis in Leeuwarden werkzaam is geweest.
Het gerechtshof achtte niet bewezen dat Steenhuis in de wagen zat en zijn chauffeur instrueerde. 
Onderzoek wees uit dat niet Steenhuis, maar diens echtgenote in de wagen zat. De vrouw zei niets te weten van de capriolen van de chauffeur. Het hof concludeerde daarom dat het eerdere oordeel van justitie om Steenhuis niet te vervolgen juist is.

## Steenhuis en het bedrijfsmatig werken
In de jaren 80 kwam er bij het OM meer aandacht voor het bedrijfsmatig werken. Dat wil zeggen, dat meer aandacht wordt gegeven aan het aspect van efficiency en de gehaalde productie. Steenhuis introduceerde in 1984 het begrip ‘strafrechtelijk bedrijf’: 
"de verschillende productiefasen in het bedrijf zijn “serieel” geschakeld, ongeveer zoals in een autofabriek of in een bedrijf waar bijvoorbeeld chocoladerepen worden geproduceerd."
Zijn collega procureur-generaal Hans Blok zei over Steenhuis toen diens positie in 1998 onder vuur was komen te liggen:
"Hij is de architect van het moderne OM, van het bedrijfsmatig werken binnen het OM. Hij heeft het Centraal Justitieel Incassobureau uitgebouwd, en dat is ook niet niks. Zijn kwaliteiten zijn anders dan die van Docters van Leeuwen. Docters is de visionair, Steenhuis is degene die er invulling aan geeft en het gebouw kan optrekken."